# Vanua Lava
Vanua Lava es la segunda isla más grande de las Islas Banks en la provincia de Torba, Vanuatu, luego de la ligeramente más grande Gaua. Se encuentra a unos 120 km al norte-noreste de Isla Espírito Santo y al norte de Gaua. Tiene un área de 314 km². Su población era de 2.623 en 2009.

## Historia
Vanua Lava fue avistada por primera vez por los europeos durante la expedición española de Pedro Fernández de Quirós, del 25 al 29 de abril de 1606. El nombre de la isla fue cartografiado como Portal de Belén.
Vanua Lava fue explorada por primera vez por el obispo de Nueva Zelanda George Augustus Selwyn en 1859. Los depósitos azufre del monte Suretamate fueron explotados previamente por una empresa francesa. La copra es el principal producto de exportación.

## Idiomas
Cinco idiomas se hablan en Vanua Lava: vurës con unos 2.000 hablantes, beira'a y mwotlap con 500, y dos lenguas moribundas, mwesen con 10 hablantes y lemerig con sólo 2 hablantes vivos. Todos estos idiomas pertenecen al grupo de lenguas orientales de Vanuatu.

## Transporte
Hay un aeropuerto allí (código IATA: SLH), al cual Air Vanuatu vuela tres veces a la semana. Hay una carretera en la isla pero pocos vehículos.